# Ушіо
Ушіо (італ. Uscio, ліг. Aosci) — муніципалітет в Італії, у регіоні Лігурія,  метрополійне місто Генуя.
Ушіо розташоване на відстані близько 390 км на північний захід від Рима, 19 км на схід від Генуї.
Населення — 2381 особа (2014).

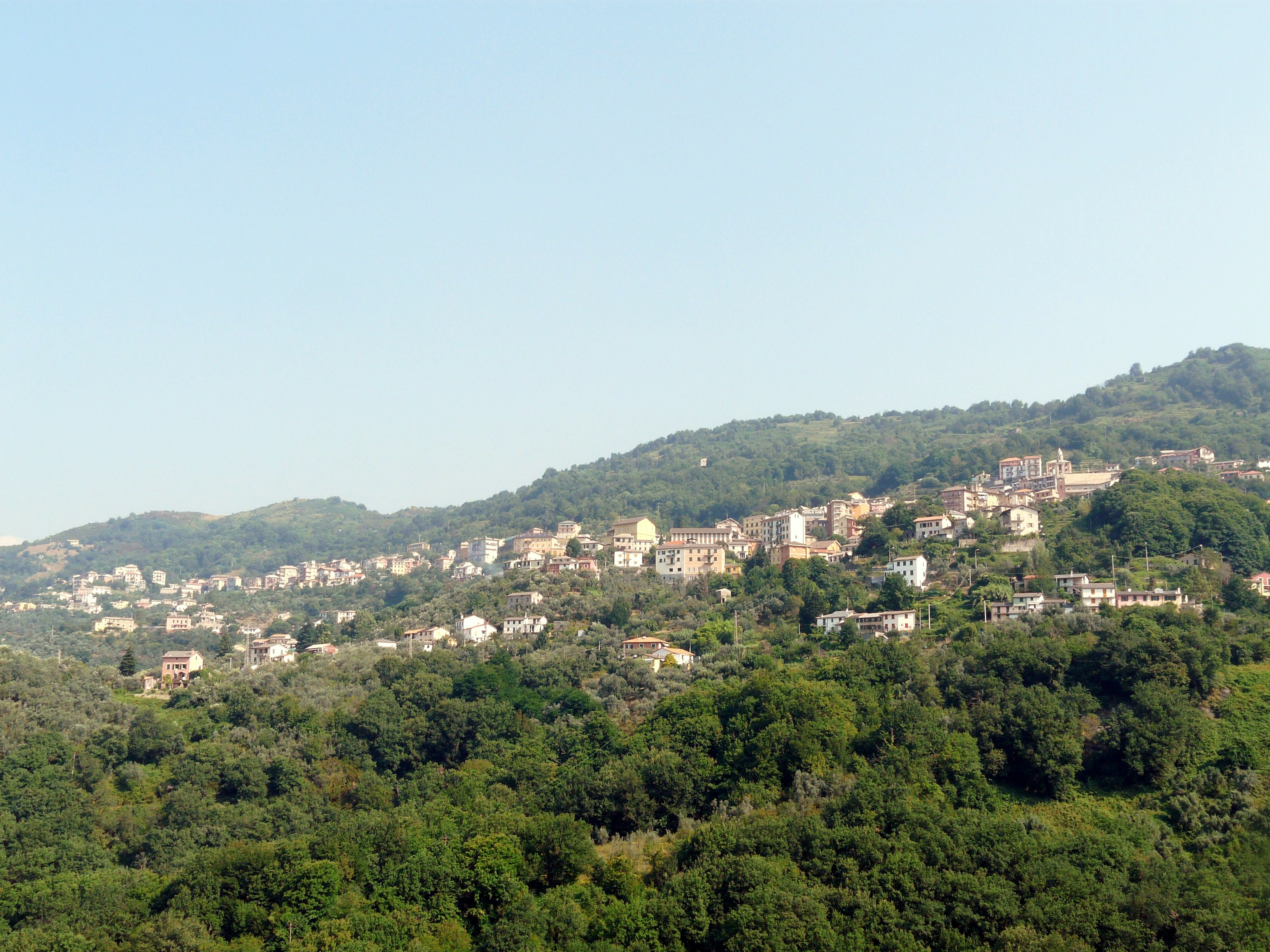

Щорічний фестиваль відбувається 7 грудня. Покровитель — Sant'Ambrogio.

## Демографія
Населення за роками:

Станом на 1 січня 2023 року в муніципалітеті офіційно проживало 146 іноземців з 24 країн, серед них 31 громадянин країн Євросоюзу та 13 громадян України.

## Сусідні муніципалітети
- Авеньо
- Лумарцо
- Нейроне
- Сорі
- Трибонья